# Чемпіонат світу з біатлону 2021
55-й чемпіонат світу з біатлону проходив з 9 по 21 лютого 2021 року у словенській Поклюці.

## Вибори місця проведення
4 вересня 2016 року Тюмень виграла голосування (25 голосів) на 12 Черговому Конгресі IBU в Кишиневі, Молдова. Також претендентами на проведення світової першості були Поклюка (13 голосів) та Нове Место-на-Мораві (11 голосів), а Антерсельва відкликала свою заявку на проведення чемпіонату 2021 року до того, як відбулося голосування, через перемогу на виборах господаря Чемпіонату світу з біатлону 2020.
Незадовго до чемпіонату світу з біатлону 2017 року в австрійському Гохфільцені IBU змусив Росію повернути права на проведення чемпіонату через допінговий скандал для повторного голосування після зимових Олімпійських ігор 2018 року в Пхьончхані, Південна Корея.
9 вересня 2018 року, під час Конгресу IBU, отримавши 49–1 голос, Поклюка була названа містом-організатором майбутньої першості 2021 року без альтернативи.

## Обмеження для збірної Росії
9 грудня 2019 року Всесвітнє антидопінгове агентство (WADA) заборонило Росії брати участь у будь-яких міжнародних змаганнях на чотири роки після того, як було встановлено, що російський уряд фальсифікував лабораторні дані, які він надав WADA в січні 2019 року.
17 грудня 2020 року Спортивний арбітражний суд (CAS) підтримав рішення WADA відсторонити Росію від усіх міжнародних змагань, проте скоротив термін до 2 років. Термін дискваліфікації починає діяти з дати рішення — 17 грудня 2020 року. Таким чином Росія дискваліфікована до 16 грудня 2022 року. Відповідно до цього, на усіх чемпіонатах світу заборонено використовувати назву «Росія», прапор та гімн.
Відтак, 27 січня 2021 року Міжнародний союз біатлоністів (IBU) визначився з обмеженнями, які діятимуть для Росії на чемпіонаті світу з біатлону: російські спортсмени виступатимуть на чемпіонаті світу під назвою «RBU» (Russian Biathlon Union), у разі перемог спортсменів на чемпіонаті світу лунатиме гімн IBU, список російських біатлоністів, які будуть виступати на чемпіонаті світу, повинен бути узгоджений з WADA.

## Розклад
Розклад гонок наведено нижче.
Час місцевий: (UTC+1).
| Дата      | Час   | Гонка                                   |
| --------- | ----- | --------------------------------------- |
| 10 лютого | 15:00 | Змішана естатета 4 x 7,5 км             |
| 12 лютого | 14:30 | Спринт, чоловіки, 10 км                 |
| 13 лютого | 14:30 | Спринт, жінки, 7,5 км                   |
| 14 лютого | 13:15 | Переслідування, чоловіки, 12,5 км       |
| 14 лютого | 15:30 | Переслідування, жінки, 10 км            |
| 16 лютого | 12:05 | Індивідуальна гонка, жінки, 15 км       |
| 17 лютого | 14:30 | Індивідуальна гонка, чоловіки, 20 км    |
| 18 лютого | 15:15 | Одиночна змішана естафета 6 км + 7,5 км |
| 20 лютого | 11:45 | Естафета, жінки, 4 × 6 км               |
| 20 лютого | 15:00 | Естафета, чоловіки, 4 × 7,5 км          |
| 21 лютого | 12:30 | Мас-старт, жінки, 12,5 км               |
| 21 лютого | 15:15 | Мас-старт, чоловіки, 15 км              |

## Медалісти та призери

### Чоловіки
| Гонка:                    | Золото:                                                                      | Час                                                       | Срібло:                                                                  | Час                                                       | Бронза:                                                         | Час                               |
| Спринт 10 км              | Мартін Понсілуома Швеція                                                     | 24:41.1 (0+0)                                             | Сімон Детьє Франція                                                      | 24:52.3 (0+0)                                             | Емільєн Жаклен Франція                                          | 24:54.0 (1+0)                     |
| Переслідування 12,5 км    | Емільєн Жаклен Франція                                                       | 31:22.1 (0+0+0+0)                                         | Себастьян Самуельссон Швеція                                             | 31:29.4 (0+0+0+0)                                         | Йоганнес Бо Норвегія                                            | 31:30.2 (0+1+1+0)                 |
| Індивідуальна гонка 20 км | Стурла Гольм Легрейд Норвегія                                                | 49:27.6 (0+0+0+0)                                         | Арнд Пайффер Німеччина                                                   | 49:44.5 (0+0+0+0)                                         | Йоганнес Дале Норвегія                                          | 50:08.5 (0+1+0+0)                 |
| Естафета 4 × 7,5 км       | Норвегія Стурла Гольм Легрейд Тар'єй Бо Йоганнес Бо Ветле Шостад Крістіансен | 1:12:27.4 (0+1) (0+1) (0+0) (0+3) (0+1) (0+0) (0+0) (0+2) | Швеція Пеппе Фемлінг Єспер Нелін Мартін Понсілуома Себастьян Самуельссон | 1:13:00.5 (0+3) (0+0) (0+1) (0+0) (0+2) (0+1) (0+0) (0+0) | RBU Саїд Халілі Матвій Єлісєєв Олександр Логінов Едуард Латипов | 1:13:18.3 (0+2) (0+0) (0+0) (0+1) |
| Мас-старт 15 км           | Стурла Гольм Легрейд Норвегія                                                | 36:27.2 (0+0+0+1)                                         | Йоганнес Дале Норвегія                                                   | 36:37.4 (0+1+1+0)                                         | Кентен Фійон-Має Франція                                        | 36:40.0 (1+1+0+0)                 |

### Жінки
| Гонка:                    | Золото:                                                                           | Час                                                       | Срібло:                                                            | Час                                                       | Бронза:                                                             | Час                                                       |
| Спринт 7,5 км             | Тіріль Екгофф Норвегія                                                            | 21:18.7 (0+0)                                             | Анаїс Шевальє-Буше Франція                                         | 21:30.7 (0+1)                                             | Ганна Сола Білорусь                                                 | 21:33.1 (0+0)                                             |
| Переслідування 10 км      | Тіріль Екгофф Норвегія                                                            | 30:38.1 (1+0+1+0)                                         | Ліза-Тереза Гаузер Австрія                                         | 30:55.4 (1+0+0+0)                                         | Анаїс Шевальє-Буше Франція                                          | 31:08.1 (0+1+0+1)                                         |
| Індивідуальна гонка 15 км | Маркета Давідова Чехія                                                            | 42:27.7 (0+0+0+0)                                         | Ганна Еберг Швеція                                                 | 42:55.6 (0+0+1+0)                                         | Інгрід-Ланнмарк Тандреволл Норвегія                                 | 43:31.7 (0+1+0+0)                                         |
| Естафета 4 × 6 км         | Норвегія Інгрід-Ланнмарк Тандреволл Тіріль Екгофф Іда Лієн Марте Ольсбу-Рейселанн | 1:10:39.0 (0+0) (0+1) (0+2) (0+1) (0+1) (0+2) (0+3) (0+1) | Німеччина Ванесса Гінц Яніна Геттіх Деніз Геррманн Франциска Пройс | 1:10:47.8 (0+0) (0+0) (0+2) (0+0) (0+3) (0+0) (0+0) (0+0) | Україна Анастасія Меркушина Юлія Джіма Дарія Блашко Олена Підгрушна | 1:10:48.2 (0+1) (0+0) (0+1) (0+2) (0+1) (0+0) (0+0) (0+2) |
| Мас-старт 12,5 км         | Ліза-Тереза Гаузер Австрія                                                        | 36:05.7 (0+0+0+0)                                         | Інгрід-Ланнмарк Тандреволл Норвегія                                | 36:27.4 (0+0+1+0)                                         | Тіріль Екгофф Норвегія                                              | 36:28.7 (1+0+1+1)                                         |

### Змішані естафети
| Гонка:                                  | Золото:                                                                        | Час                                                       | Срібло:                                                      | Час                                                     | Бронза:                                                                 | Час                                                       |
| Змішана естафета 4 x 7,5 км             | Норвегія Стурла Гольм Легрейд Йоганнес Бо Тіріль Екгофф Марте Ольсбу-Рейселанн | 1:20:19.3 (0+0) (0+1) (0+1) (0+1) (0+2) (0+2) (0+1) (0+3) | Австрія Давід Коматц Зімон Едер Дуня Здуц Ліза-Тереза Гаузер | 1:20:46.3 (0+1) (0+0) (0+0) (0+0) (0+0) (0+1)           | Швеція Себастьян Самуельссон Мартін Понсілуома Лінн Перссон Ганна Еберг | 1:20:49.9 (0+0) (0+2) (0+1) (0+2) (0+0) (0+1) (0+2) (0+0) |
| Одиночна змішана естафета 6 км + 7,5 км | Франція Антонен Гігонна Жулья Сімон                                            | 36:42.4 (0+2) (0+1) (0+0) (0+0) (0+1) (0+1)               | Норвегія Йоганнес Бо Тіріль Екгофф                           | 36:45.2 (0+1) (0+2) (0+1) (0+1) (0+3) (0+1) (0+0) (0+0) | Швеція Себастьян Самуельссон Ганна Еберг                                | 37:15.4 (0+2) (0+1) (0+0) (0+1) (0+2) (0+1)               |

## Медальний залік
| Місце  | Країна    |    |    |    | Всього |
| ------ | --------- | -- | -- | -- | ------ |
| 1      | Норвегія  | 7  | 3  | 4  | 14     |
| 2      | Франція   | 2  | 2  | 3  | 7      |
| 3      | Швеція    | 1  | 3  | 2  | 6      |
| 4      | Австрія   | 1  | 2  | 0  | 3      |
| 5      | Чехія     | 1  | 0  | 0  | 1      |
| 6      | Німеччина | 0  | 2  | 0  | 2      |
| 7      | Білорусь  | 0  | 0  | 1  | 1      |
| 7      | RBU       | 0  | 0  | 1  | 1      |
| 7      | Україна   | 0  | 0  | 1  | 1      |
| Усього | Усього    | 12 | 12 | 12 | 36     |

| Місце | Спортсмен                  |   |   |   | Всього |
| ----- | -------------------------- | - | - | - | ------ |
| 1     | Тіріль Екгофф              | 4 | 1 | 1 | 6      |
| 2     | Стурла Гольм Легрейд       | 4 | 0 | 0 | 4      |
| 3     | Йоганнес Бо                | 2 | 1 | 1 | 4      |
| 4     | Марте Ольсбу-Рейселанн     | 2 | 0 | 0 | 2      |
| 5     | Ліза-Тереза Гаузер         | 1 | 2 | 0 | 3      |
| 6     | Мартін Понсілуома          | 1 | 1 | 1 | 3      |
| 6     | Інгрід-Ланнмарк Тандреволл | 1 | 1 | 1 | 3      |
| 8     | Емільєн Жаклен             | 1 | 0 | 1 | 2      |
| 9     | Тар'єй Бо                  | 1 | 0 | 0 | 1      |
| 9     | Антонен Гігонна            | 1 | 0 | 0 | 1      |
| 9     | Маркета Давідова           | 1 | 0 | 0 | 1      |
| 9     | Ветле Шостад Крістіансен   | 1 | 0 | 0 | 1      |
| 9     | Іда Лієн                   | 1 | 0 | 0 | 1      |
| 9     | Жулья Сімон                | 1 | 0 | 0 | 1      |
| 15    | Себастьян Самуельссон      | 0 | 2 | 2 | 4      |
| 16    | Ганна Еберг                | 0 | 1 | 2 | 3      |
| 17    | Анаїс Шевальє-Буше         | 0 | 1 | 1 | 2      |